# Никола Катина
Никола Катина (фр. Nicolas de Catinat; Париз, 1. септембар 1637 — Сен Гратјан, 22. фебруар 1712) је био француски војсковођа и маршал Француске за време владавине Луја XIV.

## Биографија
Рођен је у Паризу 1. септембра 1637. као син судије. Веома рано се прикључио јединицама француске гарде. Истакао се при опсади Лила 1667. Унапређен је у бригадира 1677, генерал-потпуковник је постао 1680, а генерал-пуковник 1688. Истицао се у биткама у Фландрији од 1676. до 1678. Почетком Рата Велике алијансе учествовао је у опсади Филипсбурга 1688. и ту се посебно истицао. Додељена му је команда на југоисточном театру. Ту је 1690. био заслужан за заузимање Савоје, а 1691. заузео је Ницу.
Због заслуга у рату 1693. именован је маршалом Француске. Његове највеће победу су против војводе од Савоја у бици код Стафарда 1690. и битка код Марсаље 1693. Војвода од Савоја је због пораза Савоја био присиљен да напусти Велику алијансу и да закључи са француским краљем сепаратни мировни споразум 1696.
Почетком Рата за шпанско наслеђе Катина је командовао операцијама у Италији. Међутим био је ометан наредбама францускод двора, а имао је и веома мало снага и средстава на располагању. Изгубио је у бици код Карпија 9. јула 1701, па је смењен, а на његово место је дошао Франсоа де Нефвил, војвода од Вилроа. Он је постао други у линији заповедања. Војвода од Вилроа је изгубио битку код Клерија од много мање војске Еугена Савојског.